# أل ماكينيس
آل ماكينيس (من مواليد 11 يوليو 1963) هو لاعب هوكي جليد كندي محترف سابق، لعب لمدة 23 موسمًا في دوري الهوكي الوطني مع فريق كالغاري فليمز (1981–1994) وسانت لويس بلوز (1994–2004). اختير في الجولة الأولى من قبل فريق فليمز في مسودة دخول دوري الهوكي لعام 1981، وأصبح لاحقًا مشاركًا في مباراة النجوم 12 مرة. حصل على جائزة كون سميث كأفضل لاعب في التصفيات لعام 1989 بعد قيادته لفريق فليمز إلى بطولة كأس ستانلي. وفي عام 1999، اختير كأفضل مدافع في الدوري وفاز بجائزة جيمس نوريس التذكارية، أثناء لعبه مع فريق بلوز. في عام 2017، أدرج ماك إنيس ضمن قائمة "أفضل 100 لاعب في تاريخ دوري الهوكي الوطني".